# Канберра Вайкингс
Канберра Вайкингс (англ. Canberra Vikings или University of Canberra Vikings) — австралийская регбийная команда, основанная в 1995 году и выступающая в Национальном чемпионате по регби. Ранее команда выступала под именем «Канберра Кукабуррас» (Canberra Kookaburras). До 2007 года клуб принимал участие в Чемпионате Австралии по регби и был единственным представителем Австралийской столичной территории. После упразднения чемпионата, «Канберра Вайкингс» стали выступать в Национальном чемпионате по регби, где также являются единственными представителями АСТ. Домашние игры клуб проводит на «Вайкинг-парке».

## История
В 1989 году «Канберра Кукабуррас» одержали победу над национальной сборной Фиджи со счётом 34:9. «Канберра Вайкингс» представляли Канберру в чемпионатах Tooheys New Cup и Queensland Premier Rugby, где три сезона подряд становились чемпионами в 2001, 2002 и 2003 годах. В 2007 году клуб принял в Чемпионате Австралии по регби, где смогли одержать победу всего в трёх из восьми игр в сезоне.

## Достижения
- Shute Shield
  - Финалист: 1995
- Queensland Premier Rugby
  - Победитель: 2001, 2002, 2003

## Тренеры
- Ник Скривенер (2007)
- Том Моррисон (2007)
- Ден Маккелар